# Ballon d’Or 2005

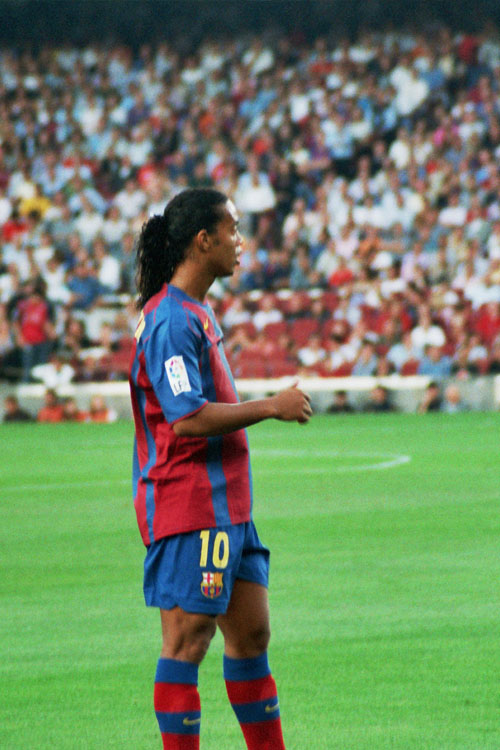
Europas Fußballer des Jahres
Ronaldinho

Den 50. Ballon d’Or (französisch für Goldener Ball) als „Europas Fußballer des Jahres 2005“ erhielt am 28. November 2005 Ronaldinho vom FC Barcelona. Der Brasilianer gewann die Wahl mit deutlichem Vorsprung vor den Engländern Frank Lampard (FC Chelsea) und Steven Gerrard (FC Liverpool). Diese Wahl fiel so eindeutig aus wie selten zuvor: Von den 52 Juroren gaben 50 Ronaldinho mindestens einen Punkt. Lediglich die Redaktionen aus Wales und von den Färöern nannten ihn nicht als einen der 5 besten Spieler. Und auf 33 Stimmzetteln stand Ronaldinho sogar auf Platz eins.
1. Ronaldinho  (FC Barcelona), 225 Punkte
2. Frank Lampard (FC Chelsea), 148
3. Steven Gerrard (FC Liverpool), 142
4. Thierry Henry (FC Arsenal), 41
5. Andrij Schewtschenko  (AC Mailand), 33
6. Paolo Maldini (AC Mailand), 23
7. Adriano (Inter Mailand), 22
8. Zlatan Ibrahimović (Juventus Turin), 21
9. Kaká (AC Mailand), 19
10. Samuel Eto’o (FC Barcelona) und John Terry (FC Chelsea), je 18

Michael Ballack (FC Bayern München) landete mit 7 Punkten auf Platz 14; sein Vereinskamerad Roy Makaay, ebenfalls auf der Auswahlliste der 50 Kandidaten, erhielt keinen Punkt. An dieser von France Football vorgegebenen Auswahlliste hat sich mittlerweile erhebliche Kritik entzündet (u. a. in Frankreich selbst und Deutschland), weil fast ausschließlich Spieler nominiert wurden, deren Vereine in der UEFA Champions League spielten.